# 리 지수 사상
리 군론에서 리 지수 사상(指數寫像, 영어: Lie exponential map)은 어떤 리 군을 공역으로 하고, 그 리 대수를 정의역으로 하는 특별한 함수이다. 행렬군의 경우 이는 행렬의 지수 함수와 같다.

## 정의
(유한 차원) 리 군 {\displaystyle G}의 리 대수 {\displaystyle \operatorname {Lie} (G)=\mathrm {T} _{1}G={\mathfrak {g}}}를 생각하자. 그렇다면, 임의의 {\displaystyle x\in {\mathfrak {g}}}에 대하여,
{\displaystyle \gamma _{x}\colon \mathbb {R} \to G}
{\displaystyle \gamma _{x}(0)=1}
{\displaystyle {\dot {\gamma }}_{x}(0)=x\in \mathrm {T} _{1}G={\mathfrak {g}}}
가 되는 매끄러운 함수인 군 준동형이 유일하게 존재함을 보일 수 있다. 이에 따라, {\displaystyle G}의 리 지수 사상은 다음과 같은 함수이다.
{\displaystyle \exp _{G}\colon {\mathfrak {g}}\to G}
{\displaystyle \exp _{G}\colon x\mapsto \gamma _{x}(1)}

### 구체적 정의
리 군 {\displaystyle G}가 다음과 같이 행렬군의 부분군이라고 하자.
{\displaystyle G\hookrightarrow \operatorname {GL} (n;\mathbb {R} )}
즉, {\displaystyle G}가 충실한 {\displaystyle n}차원 실수 표현을 갖는다고 하자.
그렇다면, {\displaystyle G}의 리 대수 {\displaystyle \operatorname {Lie} (G)={\mathfrak {g}}} 역시 실수 표현
{\displaystyle {\mathfrak {g}}\hookrightarrow {\mathfrak {gl}}(n;\mathbb {R} )}
을 갖는다.
이 경우, {\displaystyle G}의 리 지수 사상은 행렬 지수 함수와 같다.
{\displaystyle \exp _{G}\colon {\mathfrak {g}}\to G}
{\displaystyle \exp _{G}\colon x\mapsto \sum _{k=0}^{\infty }{\frac {1}{k!}}x^{n}=1+x+{\frac {1}{2}}x^{2}+\dotsb }

## 성질
리 지수 사상은 매끄러운 함수이며, 그 치역은 리 군 {\displaystyle G}의 항등원을 포함하는 연결 성분 {\displaystyle G_{1}}의 부분 집합이다.
{\displaystyle \exp _{G}\colon {\mathfrak {g}}\to G_{1}}

### 항등식
리 지수 사상은 다음을 만족시킨다.
{\displaystyle \exp((s+t)x)=\exp(sx)\exp(tx)\qquad (s,t\in \mathbb {R} ,\;x\in {\mathfrak {g}})}
{\displaystyle \exp(-x)=\exp(x)^{-1}\qquad (x\in {\mathfrak {g}})}
{\displaystyle \exp(x+y)=\exp(x)\exp(y)\qquad (x,y\in {\mathfrak {g}},\;[x,y]=0)}
또한, 리 군의 스스로의 리 대수 위의 딸림표현
{\displaystyle \operatorname {Ad} \colon G\times {\mathfrak {g}}\to {\mathfrak {g}}}
{\displaystyle \operatorname {Ad} \colon (g,x)\mapsto \operatorname {Ad} _{g}(x)}
에 대하여, 다음이 성립한다.
{\displaystyle \operatorname {Ad} _{\exp x}(y)=\sum _{k=0}^{\infty }{\frac {1}{k!}}\operatorname {ad} _{x}^{k}(y)=y+[x,y]+{\frac {1}{2}}[x,[x,y]]+{\frac {1}{6}}[x,[x,[x,y]]]+\dotsb }

### 함자성
리 지수 함수는 유한 차원 실수 리 대수의 범주 {\displaystyle \operatorname {fdLie} _{\mathbb {R} }}에서,
두 리 군 사이의 매끄러운 군 준동형
{\displaystyle f\colon G\to H}
가 주어졌다고 하자. 이는 리 대수 사이의 준동형
{\displaystyle f_{*}\colon \operatorname {Lie} (G)\to \operatorname {Lie} (H)}
를 유도한다. 그렇다면, 지수 함수는 다음 그림을 가환 그림으로 만든다. 즉, 리 지수 함수는 함자성을 갖는다.
{\displaystyle {\begin{matrix}\operatorname {Lie} (G)&{\overset {f_{*}}{\to }}&\operatorname {Lie} (H)\\{\scriptstyle \exp }\downarrow {\color {White}\scriptstyle \exp }&&{\color {White}\scriptstyle \exp }\downarrow {\scriptstyle \exp }\\G&{\underset {f}{\to }}&H\end{matrix}}}

### 전사성
리 군 {\displaystyle G}가 만약 다음 세 조건 가운데 적어도 하나 이상을 만족시킨다면, 그 리 지수 사상은 전사 함수이다.
- {\displaystyle G}는 연결 공간이며 콤팩트 공간이다.
- {\displaystyle G}는 연결 공간이며 멱영군이다.
- {\displaystyle G}는 {\displaystyle \operatorname {GL} (n;\mathbb {C} )}의, 이산군에 대한 몫군이다.

## 예

### 아벨 리 군
{\displaystyle G=\mathbb {R} ^{n}}이 아벨 리 군이라고 하자. 그렇다면, 그 리 지수 사상은 다음과 같다.
{\displaystyle {\mathfrak {g}}=\mathbb {R} ^{n}}
{\displaystyle \exp _{G}\colon {\mathfrak {g}}\to G}
{\displaystyle \exp _{G}\colon (x_{1},\dotsc ,x_{n})\mapsto (\exp x_{1},\dotsc ,\exp x_{n})}
마찬가지로, {\displaystyle G=\operatorname {U} (1)=\{z\in \mathbb {C} \colon |z|=1\}}가 아벨 리 군이라고 하자. 그렇다면, 리 지수 사상은 다음과 같다.
{\displaystyle {\mathfrak {g}}=\mathrm {i} \mathbb {R} }
{\displaystyle \exp _{G}\colon {\mathfrak {g}}\to G}
{\displaystyle \exp _{G}\colon \mathrm {i} \theta \mapsto \exp(\mathrm {i} \theta )}

### SU(2)
SU(2)는 절댓값이 1인 사원수의 리 군과 동형이다.
{\displaystyle \operatorname {SU} (2)=\{q\in \mathbb {H} \colon |q|=1\}}
이 경우, 그 리 대수는 순수 허수 성분만을 갖는 사원수의 실수 벡터 공간이다.
{\displaystyle {\mathfrak {su}}(2)=\mathrm {i} \mathbb {R} +\mathrm {j} \mathbb {R} +\mathrm {k} \mathbb {R} =\{a\mathrm {i} +b\mathrm {j} +c\mathrm {k} \colon a,b,c\in \mathbb {R} \}=\{q\in \mathbb {H} \colon {\bar {q}}=-q\}}
이 경우, 리 지수 함수는 사원수의 지수 함수와 같다.
{\displaystyle \exp(q)={\begin{cases}\cos |q|+{\frac {q\sin |q|}{|q|}}&q\neq 0\\1&q=0\end{cases}}}

### SL(2;ℝ)
리 군 {\displaystyle \operatorname {SL} (2;\mathbb {R} )}의 리 지수 사상은 전사 함수가 아니다. 그 치역은 다음 조건들 가운데 적어도 하나를 만족시키는 2×2 실수 행렬들로 구성된다.:Exercise 3.22
- 복소수체에서 대각화가 가능하며, 그 고윳값은 모두 실수이다.
- 복소수체에서 대각화가 가능하며, 그 고윳값은 모두 절댓값이 1인 복소수이다.
- 고윳값 1이 중복해서 등장한다.
- {\displaystyle \operatorname {diag} (-1,-1)}이다.

특히, 예를 들어 {\displaystyle \operatorname {diag} (-1,-2)\in \operatorname {SL} (2;\mathbb {R} )}는 리 지수 사상의 치역에 포함되지 않는다.

## 같이 보기
- 행렬 지수 함수